# Выборы губернатора Новосибирской области (2018)
Выборы Губернатора Новосибирской области состоялись в Новосибирской области 9 сентября 2018 года в единый день голосования. Губернатор избирался сроком на 5 лет.
На 1 июля 2018 года в Новосибирской области было зарегистрировано 2 133 286 избирателей.

## Предшествующие события
С 6 октября 2017 года исполняет обязанности Губернатора Новосибирской области Андрей Травников, назначенный Президентом РФ Владимиром Путиным. До назначения в Новосибирскую область А. Травников был мэром Вологды.
Ранее Новосибирскую область возглавлял Городецкий Владимир Филиппович. 6 октября 2017 года Указом Президента РФ принята отставка В.Ф. Городецкого по личному заявлению о досрочном прекращении полномочий. Городецкий занимал должность Губернатора с 2014 по 2017 год.  До этого времени он в 2000–2014 годах работал мэром Новосибирска.

## Избирательная комиссия
С 2015 года председателем избирательной комиссии Новосибирской области является Ольга Благо. В состав Избирательной комиссии Новосибирской области Ольга Благо была выдвинута Советом депутатов Колыванского района Новосибирской области. В состав комиссии входит 14 человек.
Избирательная комиссия Новосибирской области действует на постоянной основе и является юридическим лицом.

## Ключевые даты
- 8 июня 2018 года Законодательное Собрание Новосибирской области назначило выборы на 9 сентября 2018 года — единый день голосования[7].
- С 15 июня в Избирательной комиссии Новосибирской области работает горячая линия информационно-справочного центра связи с избирателями. Она будет работать по 10 сентября 2018 года[8].
- С 10 июля в Избирательную комиссию Новосибирской области представители СМИ могут подавать заявки на аккредитацию[9][10].
- С 25 июля по 5 сентября 2018 года избиратели, которые будут находиться в день голосования вне места своего жительства смогут подать заявления о включении в список избирателей по месту нахождения в территориальную избирательную комиссию или через многофункциональный центр предоставления государственных и муниципальных услуг, или в электронном виде через федеральную государственную информационную систему «Госуслуги»[9].
- С 11 августа и до ноля часов по местному времени 8 сентября 2018 года кандидаты на пост Губернатора Новосибирской области смогут проводить предвыборную агитацию на телевидении и в периодических печатных изданиях[9].
- 8 сентября — день тишины.
- 9 сентября — день голосования.

## Выдвижение и регистрация кандидатов
Кандидат на должность Губернатора Новосибирской области должен собрать 270 подписей депутатов представительных органов муниципальных образований Новосибирской области и (или) избранных на муниципальных выборах и действующих глав муниципальных образований Новосибирской области. Из них 51 подпись депутатов представительных органов муниципальных районов и городских округов Новосибирской области и (или) избранных на муниципальных выборах и действующих глав муниципальных районов и городских округов Новосибирской области не менее чем в 27 муниципальных районах и городских округах Новосибирской области.
Все документы для регистрации кандидата (включая листы поддержки кандидата и список лиц, которые поставили свои подписи в листах поддержки кандидата) представляются кандидатом в Комиссию одновременно - не ранее чем за 55 дней и не позднее чем за 45 дней до дня голосования до 18 часов по местному времени - с 15 июля и не позднее 18.00 часов по местному времени 25 июля 2018 года.
| Кандидаты на должность Губернатора Новосибирской области | Кандидаты на должность Губернатора Новосибирской области | Кандидаты на должность Губернатора Новосибирской области                                                     | Кандидаты на должность Губернатора Новосибирской области | Кандидаты на должность Губернатора Новосибирской области | Кандидаты на должность Губернатора Новосибирской области | Кандидаты на должность Губернатора Новосибирской области |
| №                                                        | Кандидат                                                 | Субъект выдвижения                                                                                           | Дата подачи документов                                   | Статус кандидата                                         | Статус кандидата                                         | Статус кандидата                                         |
| №                                                        | Кандидат                                                 | Субъект выдвижения                                                                                           | Дата подачи документов                                   | Выдвижение                                               | Регистрация                                              | Избрание                                                 |
| -------------------------------------------------------- | -------------------------------------------------------- | --- | -------------------------------------------------------- | -------------------------------------------------------- | -------------------------------------------------------- | -------------------------------------------------------- |
| 1                                                        | Владимир Кириллов                                        | Региональное отделение в Новосибирской области Политической партии РОССИЙСКАЯ ЭКОЛОГИЧЕСКАЯ ПАРТИЯ «ЗЕЛЁНЫЕ» | 19.06.2018                                               | утративший статус выдвинутого кандидата                  |                                                          |                                                          |
| 2                                                        | Анатолий Кубанов                                         | Региональное отделение Политической партии СПРАВЕДЛИВАЯ РОССИЯ в Новосибирской области                       | 14.06.2018                                               | выдвинут                                                 | зарегистрирован                                          |                                                          |
| 3                                                        | Георгий Михайлов                                         | Региональное отделение Новосибирской области Всероссийской политической партии НАРОДНЫЙ АЛЬЯНС               | 11.06.2018                                               | выдвинут                                                 | зарегистрирован                                          |                                                          |
| 4                                                        | Дмитрий Савельев                                         | Новосибирское региональное отделение Политической партии ЛДПР — Либерально-демократической партии России     | 22.06.2018                                               | выдвинут                                                 | зарегистрирован                                          |                                                          |
| 5                                                        | Андрей Травников                                         | Новосибирское региональное отделение Всероссийской политической партии ЕДИНАЯ РОССИЯ                         | 23.06.2018                                               | выдвинут                                                 | зарегистрирован                                          | избран                                                   |

## Результаты
| Место                       | Место                       | Кандидат                    | Партия                      | Голосов   | %       |
| --------------------------- | --------------------------- | --------------------------- | --------------------------- | --------- | ------- |
|                             | 1.                          | Андрей Травников            | Единая Россия               | 405 722   | 64,52 % |
|                             | 2.                          | Дмитрий Савельев            | ЛДПР                        | 109 076   | 17,35 % |
|                             | 3.                          | Анатолий Кубанов            | Справедливая Россия         | 73 762    | 11,73 % |
|                             | 4.                          | Георгий Михайлов            | Народный альянс             | 21 300    | 3,39 %  |
| Действительных бюллетеней   | Действительных бюллетеней   | Действительных бюллетеней   | Действительных бюллетеней   | 609 860   | 96,98 % |
| Недействительных бюллетеней | Недействительных бюллетеней | Недействительных бюллетеней | Недействительных бюллетеней | 18 988    | 3,02 %  |
| Всего                       | Всего                       | Всего                       | Всего                       | 628 848   | 100 %   |
|                             |                             |                             |                             |           |         |
| Явка                        | Явка                        | Явка                        | Явка                        | 628 848   | 29,52 % |
| Общее число избирателей     | Общее число избирателей     | Общее число избирателей     | Общее число избирателей     | 2 130 269 |         |